# السياحة في مقدونيا الشمالية
السياحة في مقدونيا الشمالية هي عامل كبير في اقتصاد البلاد. إن الوفرة الكبيرة للمعالم الطبيعية والثقافية في البلاد تجعلها مناسبة للسياحة.
استقبلت مقدونيا الشمالية 1,184,963 زائراً من السياح، منهم 757,593 أجنبياً في 2019.

## إحصائيات
تشهد مقدونيا الشمالية زيادة منتظمة في عدد الزوار. فقد ارتفع عدد السياح المحليين في الفترة من يناير إلى مارس 2008 بنسبة 23.5%، مقارنة بنفس الفترة من العام السابق. كما ارتفع عدد السياح الأجانب في مارس 2008 بنسبة 44.7% مقارنة بمارس 2007. استقبلت بحيرة أوخريد حوالي 250.000 سائح محلي وأجنبي في 2007.
استقبلت البلاد ما يقرب من 28,000 سائح في فبراير 2009، أي بزيادة 3.2% عن نفس الشهر من العام الماضي، كما كان هناك زيادة بنسبة 8% في عدد الزوار الأجانب.
شهد صيف عام 2009 أفضل موسم سياحي لمدينة دويران حيث استقبلت 135,000 زائر بين عشية وضحاها، بزيادة 12.5% مقارنة بالعام السابق.
ارتفع عدد السياح في مايو 2010 بنسبة 0.8% عن نفس الشهر من العام السابق.
ارتفع عدد السياح الأجانب بين يناير ويوليو بنسبة 25% في 2011 مقارنة بنفس الفترة من 2010. كما ارتفع متوسط عدد الليالي التي قضاها السياح بنسبة 33.2%.
بلغ عدد السياح في البلاد 130,083 في الأشهر الأربعة الأولى من 2012، بزيادة قدرها 4.6% عن العام السابق.
كانت المنطقة التي استقبلت أكبر عدد من الوافدين السياح في 2012 هي الجنوب الغربي بنحو 251,462 سائحاً، تليها إسكوبية (164,077) والجنوب الشرقي (106,978). استقبلت منطقة بيلاغونيا 72,054 وافداً، بينما استقبلت المناطق المتبقية أقل من 30,000 سائح.
جاء معظم السياح الأجانب في 2012، من تركيا (50,406) واليونان (43,976) وصربيا (36,530). وخارج البلقان، جاء 27,000 سائح من هولندا. وفي 2019، جاء معظم السياح من تركيا (112,472)، تليها صربيا (59,568)، واليونان (57,578)، وبلغاريا (55,862). كانت بولندا (35,681) هي مصدر معظم السياح من خارج البلقان.